# Burbure
Burbure és un municipi francès situat al departament del Pas de Calais i a la regió dels Alts de França. L'any 2007 tenia 2.909 habitants.

## Demografia

### Població
El 2007 la població de fet de Burbure era de 2.909 persones. Hi havia 1.140 famílies de les quals 296 eren unipersonals (84 homes vivint sols i 212 dones vivint soles), 328 parelles sense fills, 420 parelles amb fills i 96 famílies monoparentals amb fills.
La població ha evolucionat segons el següent gràfic:
Habitants censats

### Habitatges
El 2007 hi havia 1.276 habitatges, 1.164 eren l'habitatge principal de la família, 13 eren segones residències i 99 estaven desocupats. 1.265 eren cases i 10 eren apartaments. Dels 1.164 habitatges principals, 897 estaven ocupats pels seus propietaris, 246 estaven llogats i ocupats pels llogaters i 21 estaven cedits a títol gratuït; 20 tenien dues cambres, 113 en tenien tres, 302 en tenien quatre i 729 en tenien cinc o més. 864 habitatges disposaven pel capbaix d'una plaça de pàrquing. A 539 habitatges hi havia un automòbil i a 419 n'hi havia dos o més.

### Piràmide de població
La piràmide de població per edats i sexe el 2009 era:
| Homes | Edats   | Dones |
| ----- | ------- | ----- |
| 0     | 95 o +  | 0     |
| 4     | 90 a 94 | 12    |
| 12    | 85 a 89 | 60    |
| 28    | 80 a 84 | 28    |
| 52    | 75 a 79 | 56    |
| 84    | 70 a 74 | 92    |
| 64    | 65 a 69 | 116   |
| 60    | 60 a 64 | 108   |
| 64    | 55 a 59 | 44    |
| 104   | 50 a 54 | 112   |
| 104   | 45 a 49 | 100   |
| 100   | 40 a 44 | 72    |
| 108   | 35 a 39 | 120   |
| 76    | 30 a 34 | 80    |
| 92    | 25 a 29 | 68    |
| 96    | 20 a 24 | 84    |
| 112   | 15 a 19 | 60    |
| 100   | 10 a 14 | 92    |
| 56    | 5 a 9   | 60    |
| 60    | 0 a 4   | 112   |

## Economia
El 2007 la població en edat de treballar era de 1.807 persones, 1.180 eren actives i 627 eren inactives. De les 1.180 persones actives 1.028 estaven ocupades (587 homes i 441 dones) i 152 estaven aturades (76 homes i 76 dones). De les 627 persones inactives 200 estaven jubilades, 160 estaven estudiant i 267 estaven classificades com a «altres inactius».

### Ingressos
El 2009 a Burbure hi havia 1.181 unitats fiscals que integraven 2.959 persones, la mediana anual d'ingressos fiscals per persona era de 14.255,5 €.

### Activitats econòmiques
Dels 54 establiments que hi havia el 2007, 1 era d'una empresa extractiva, 3 d'empreses alimentàries, 9 d'empreses de construcció, 10 d'empreses de comerç i reparació d'automòbils, 2 d'empreses de transport, 5 d'empreses d'hostatgeria i restauració, 2 d'empreses financeres, 4 d'empreses immobiliàries, 1 d'una empresa de serveis, 10 d'entitats de l'administració pública i 7 d'empreses classificades com a «altres activitats de serveis».
Dels 21 establiments de servei als particulars que hi havia el 2009, 1 era una oficina de correu, 2 funeràries, 1 taller de reparació d'automòbils i de material agrícola, 1 autoescola, 3 guixaires pintors, 3 fusteries, 3 lampisteries, 1 electricista, 5 perruqueries i 1 saló de bellesa.
Dels 8 establiments comercials que hi havia el 2009, 1 era una gran superfície de material de bricolatge, 2 fleques, 4 carnisseries i 1 una joieria.
L'any 2000 a Burbure hi havia 8 explotacions agrícoles.

## Equipaments sanitaris i escolars
El 2009 hi havia 1 centre de salut i 1 farmàcia.
El 2009 hi havia 1 escola maternal i 1 escola elemental.

## Poblacions més properes
El següent diagrama mostra les poblacions més properes.